# 이스라엘 공군

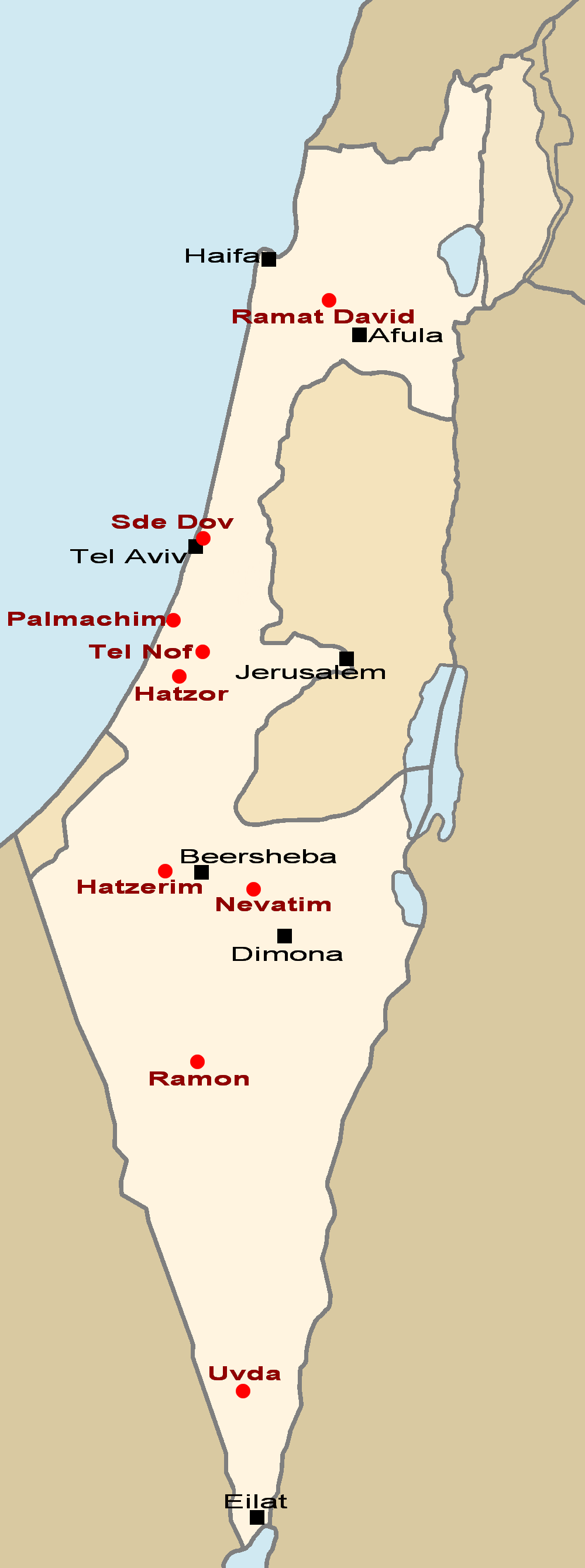
이스라엘 공군기지의 위치

이스라엘 공군(Israeli Air Force, IAF)은 이스라엘 방위군의 항공전 및 우주전을 담당하는 군부대이다. 1948년 5월 28일 이스라엘 독립 선언서 직후에 창설되었다. 2022년 4월 현재, 토메르 바가 공군 사령관을 맡고 있다.
이스라엘 공군은 징발되거나 기증된 민간 항공기와 제2차 세계 대전의 구식 및 잉여 전투기를 사용하여 창설되었다. 결국 보잉 B-17, 브리스톨 뷰파이터, 드 하빌랜드 모스키토, P-51D 머스탱을 포함한 더 많은 항공기가 조달되었다. 이스라엘 공군은 1956년 수에즈 위기의 이스라엘 참전인 '카데시 작전'에서 중요한 역할을 수행하며 미틀라 패스에 공수부대를 투하했다. 1967년 6월 5일, 제3차 중동 전쟁 첫날, 이스라엘 공군은 집중 작전을 수행하여 적의 아랍 공군을 무력화하고 전쟁의 남은 기간 동안 제공권을 확보했다.
제3차 중동 전쟁이 끝난 직후, 이집트는 '소모전'을 시작했고, 이스라엘 공군은 적국 깊숙한 곳의 전략적 목표물에 대한 반복적인 폭격을 수행했다. 1973년 10월 6일 욤키푸르 전쟁이 발발했을 때, 이집트와 시리아의 진격으로 IAF는 적 방공망 파괴를 위한 상세한 계획을 포기할 수밖에 없었다. 미사일과 대공포 위협 아래에서 작전해야 했음에도 불구하고, 제공된 근접 항공 지원 덕분에 지상의 이스라엘군이 전세를 역전하고 결국 공세로 전환할 수 있었다.
그 전쟁 이후 이스라엘의 군용기 대부분은 미국에서 조달되었다. 여기에는 A-4 스카이호크, F-4 팬텀 II, F-15 이글, F-16 파이팅 팰컨, F-35 라이트닝 II가 포함된다. 이스라엘 공군은 IAI 네셔와 나중에 더 발전된 IAI 크피르와 같은 국내 생산 기종을 운용해왔다. 1981년 6월 7일, F-15 6대의 엄호를 받은 8대의 IAF F-16이 바빌론 작전을 수행하여 오시라크의 이라크 핵시설을 파괴했다. 1982년 6월 9일, 이스라엘 공군은 몰 크리켓 19 작전 또는 땅강아지 19 작전(Operation_Mole_Cricket_19)를 수행하여 레바논의 시리아 방공망을 무력화했다. 1985년 10월 1일, 키프로스에서 3명의 이스라엘 민간인을 살해한 PLO(팔레스타인 해방 기구)의 테러 공격에 대한 대응으로, 이스라엘 공군은 튀니스에 있는 PLO 본부를 폭격하는 목재 다리 작전(Operation_Wooden_Leg)을 수행했다. 1991년, IAF는 솔로몬 작전을 수행하여 에티오피아 유대인을 이스라엘로 데려왔다. 1993년과 1996년, IAF는 각각 책임 작전(Operation_Accountability)과 분노의 포도 작전(Operation_Grapes_of_Wrath)에 참가했다. 이후 2006년 레바논 전쟁, 캐스트 리드 작전, 방어의 기둥 작전, 프로텍티브 에지 작전, 가디언 오브 더 월스 작전, 아이언 스워드 작전을 포함한 많은 작전에 참여했다. 2007년 9월 6일, 이스라엘 공군은 오차드 작전에서 시리아의 핵 원자로로 의심되는 시설을 폭격했다.

## 임무 명세
이스라엘 공군은 다음을 그 기능으로 명시한다.
1. 이스라엘 국가를 공중 공격으로부터 보호하고 IDF(이스라엘 방위군)의 작전 구역을 방어한다.
2. IDF 작전 구역 전체에서 제공권을 확보한다.
3. 지상 및 해상 전투에 참여한다.
4. 적진 깊숙한 목표물을 타격한다.
5. 항공 정보 상황을 구축하고 전반적인 정보 상황 및 평가에 참여한다.
6. 병력, 장비 및 무기 체계를 수송한다.
7. 수색, 구조 및 공중 대피 임무를 수행한다.
8. 특수 작전을 수행한다.
9. IDF 개선을 위한 일반 계획의 일환으로 그리고 부여된 권한에 따라 지속적으로 자체를 구축하고 개선한다.

## 휘장
이스라엘 공군(IAF)의 휘장/라운델은 흰색 원 안에 파란색 다윗의 별로 구성되어 있다. 항공기는 일반적으로 각 날개 상하부와 동체 측면 등 6개 위치에 그려져 있다. 흰색 원이 없는 저시인성 변형은 존재하지만, 사용되는 경우는 극히 드물다. 비행대 표식은 보통 꼬리 날개에 표시된다.

## 역사

### 초기 (1948–1967)

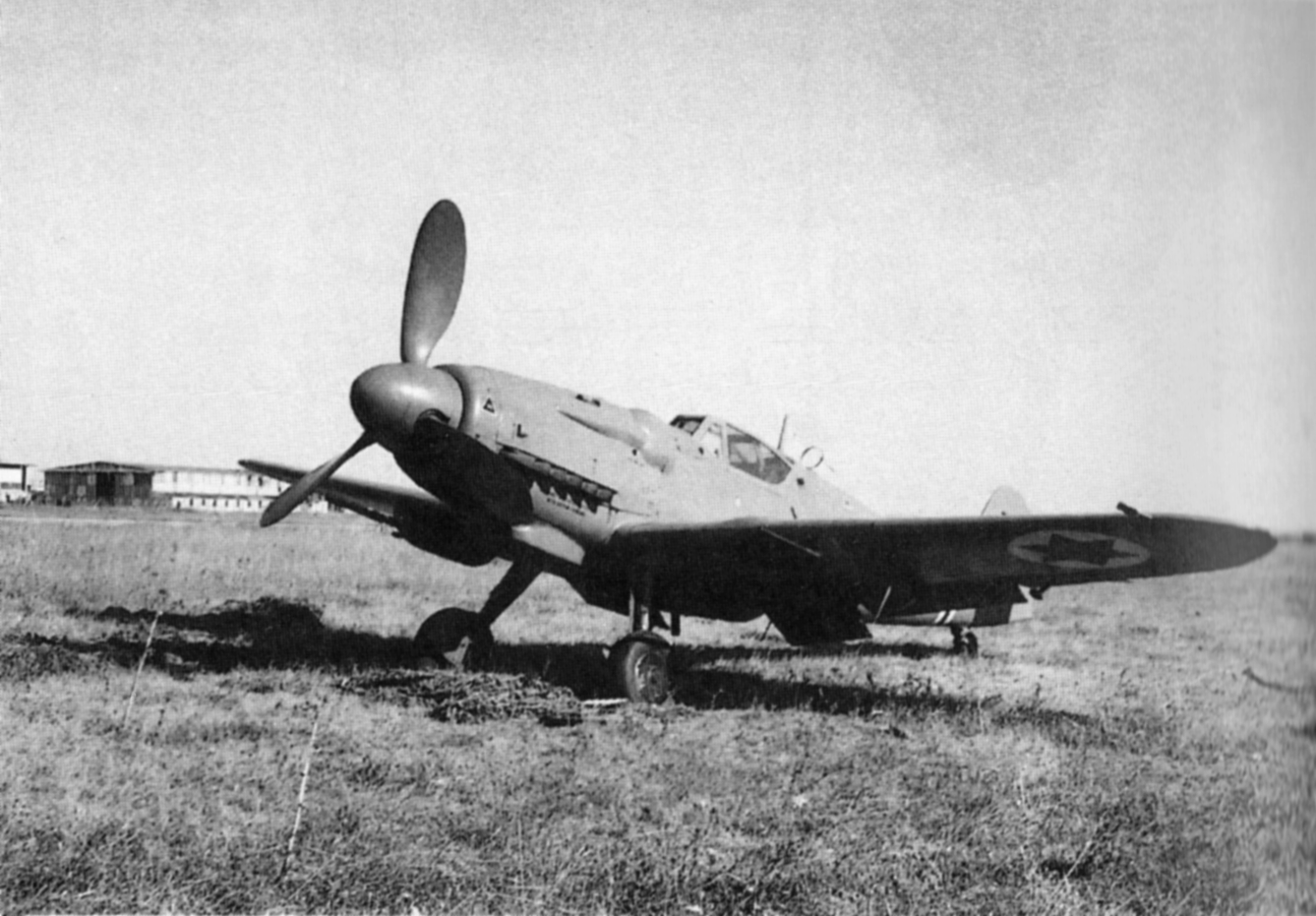
1948년 6월 아비아 S-199

이스라엘 공군의 전신은 하가나의 항공 부대인 셰루트 아비르(Sherut_Avir)와 1937년 이르군이 창설한 팔레스타인 비행 서비스였다. 이스라엘 공군은 이스라엘이 국가를 선포하고 공격을 받던 직후인 1948년 5월 28일에 창설되었다. 이 부대는 군용으로 개조된 징발 또는 기증된 민간 항공기로 구성되었다. 다양한 구식 및 잉여 제2차 세계 대전 전투기가 다양한 수단을 통해 신속하게 조달되어 이 항공대를 보완했다. IAF의 중추는 체코슬로바키아에서 구입한 25대의 아비아 S-199(Avia_S-199)로 구성되었는데, 이는 본질적으로 체코슬로바키아에서 제작된 메서슈미트 Bf 109였고, 나머지 60대는 슈퍼마린 스피트파이어 LF Mk IXE로, 이 중 첫 번째인 "이스라엘 1"은 영국이 버리고 간 예비 부품과 이집트 공군 스핏파이어에서 회수된 엔진으로 현지에서 조립되었으며, 나머지의 대부분은 체코슬로바키아에서 구입했다.
이스라엘의 새로운 전투기 부대는 1948년 5월 29일 처음으로 작전에 투입되어 가자에서 북쪽으로 향하는 이집트의 진격을 저지하는 데 일조했다.
5월 30일, 에크론 비행장(Tel_Nof_Airbase)에서 조립되지 않은 비행기들이 지상에서 기총소사를 당한 후, 전투기들은 현재 헤르츨리야 공항(Herzliya_Airport) 주변에 위치한 임시 활주로로 옮겨졌다. 이 비행장은 전선에서 약간 떨어져 있었고, 적대 행위 시작 후 오렌지 농장들 사이에서 건설된 목적성 활주로였으며, 출판된 지도에는 나타나지 않았기 때문에 비밀리에 사용되었다. 이스라엘 공군은 6월 3일 모디 알론(Modi Alon)이 아비아 D.112를 조종하여 막 텔아비브를 폭격했던 이집트 공군 DC-3 두 대를 격추하며 첫 공중전 승리를 거두었다. 적 전투기와의 첫 공중전은 며칠 후인 6월 8일 기디온 리치트만(Gideon Lichtaman)이 이집트 스핏파이어를 격추했을 때 일어났다.
이러한 초기 작전 동안, 비행대는 아랍 전역의 거의 완전한 제공권에 맞서 소수의 항공기로 작전을 수행했다. 항공기들은 오렌지 나무들 사이에 분산되어 주차되었다. 10월에 전투기들은 헤르츨리야 활주로의 비 오는 날씨 부적합성, 비밀 상태의 상실 가능성, 이전 영국 기지를 사용할 수 있게 된 전선 이동, 그리고 이스라엘에 유리한 공중 우세의 균형 변화 때문에 하초르 공군기지(Hatzor_Airbase)로 옮겨졌다.

### 수에즈 위기(1956)
이스라엘 공군은 1956년 수에즈 위기에서 이스라엘의 참여인 '카데시 작전'에서 중요한 역할을 수행했다. 작전 개시일인 10월 29일, 이스라엘 P-51D 머스탱 중 일부는 프로펠러 블레이드를 사용하여 시나이반도의 전화선을 끊었다. 전투기의 호위를 받은 16대의 IAF DC-3는 이집트군 후방의 미틀라 패스(Mitla_Pass)와 에트-투르에 이스라엘 공수부대를 투하했다. 이스라엘 공군은 이집트 지상군에 대한 공격을 수행했으며, 이스라엘 해군이 이스라엘 도시 하이파를 포격했던 이집트 해군 구축함 이브라힘 엘 아왈을 나포하는 것을 지원했다. 공습으로 이집트 함선의 엔진이 손상되어 이스라엘 함선이 접근하여 나포할 수 있었다.

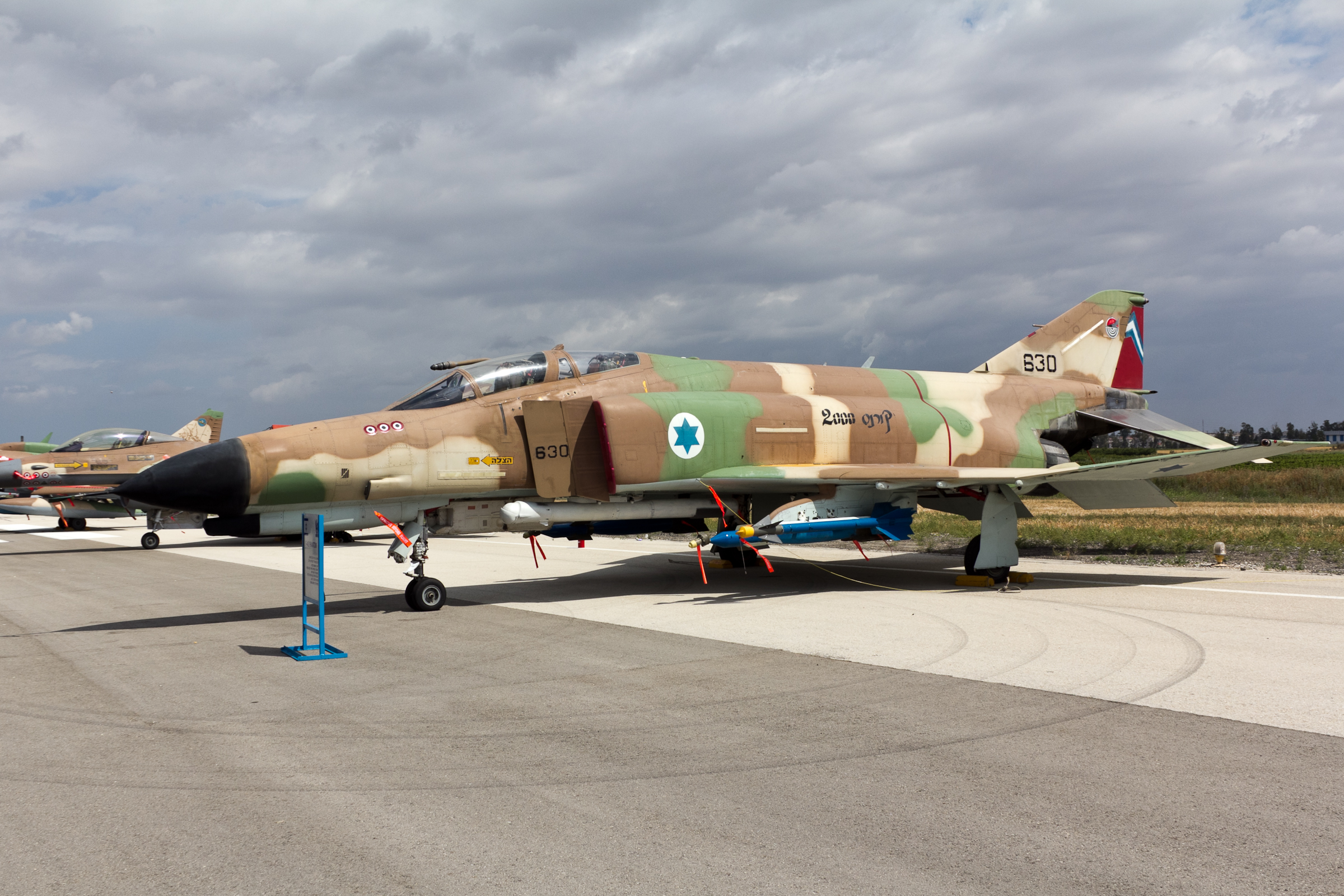
201 비행대 IAF F-4E 팬텀 II, 3개 격추 표식

### 제3차 중동 전쟁(1967)
1967년 6월 5일 제3차 중동 전쟁 첫날 오전 세 시간 동안 이스라엘 공군은 집중 작전(Operation_Focus)을 수행하여 적의 아랍 공군을 무력화하고 전쟁의 남은 기간 동안 제공권을 확보했다. 기습 공격으로 IAF는 이집트 공군의 대부분을 항공기가 지상에 있는 동안 파괴했다. 하루가 끝날 무렵, 주변 아랍 국가들이 전투에 참여하면서 IAF는 시리아 공군과 요르단 공군을 격파하고 이라크까지 공격했다. 6일간의 전투 끝에 이스라엘은 총 452대의 아랍 항공기를 파괴했으며, 이 중 49대는 공중전에서 격추되었다고 말했다.
IAF의 제3차 중동 전쟁에서의 인상적인 활약 이후, 린든 존슨 행정부는 1968년 이스라엘에 F-4 팬텀 전투기를 판매하기로 결정했는데, 이는 미국 군사 장비가 이스라엘에 판매된 첫 사례이다.

### 소모전(1967년 ~ 1970년)
제3차 중동 전쟁이 끝난 직후 이집트는 1967년에 점령된 영토에 대한 이스라엘의 장악을 막기 위해 소모전을 시작했다. 이스라엘의 전투 목표는 휴전을 촉진하기 위해 상대방에게 막대한 손실을 입히는 것이었다. 이스라엘 공군은 적진 깊숙한 전략 목표물에 대한 반복적인 폭격을 감행했으며, 이스라엘 지상군 및 해군 작전을 지원하면서 아랍 공군과의 공중 우위를 확보하기 위해 끊임없이 도전했다.
1969년 말 소련은 이집트에 전투기 부대와 지대공 미사일 부대를 배치하기 시작했다. 소련의 지대공 미사일 부대는 곧 이집트 동맹군과 이스라엘 항공기와의 직접적인 대결에 합류했다. 소련 전투기는 순찰을 수행했지만, 이스라엘 조종사들은 이들과 교전하지 말라는 명령을 받았다. 1970년 7월 30일, 긴장이 최고조에 달했다. IAF의 매복 작전으로 IAF 항공기와 소련 조종사가 조종하는 미그기 간의 대규모 공중전이 발생하여 5대의 미그기가 격추되었고, IAF는 손실이 없었다.
추가적인 확대와 초강대국의 개입에 대한 두려움으로 전쟁은 종결되었다. 1970년 8월 말까지 이스라엘 공군은 111회의 공중 격추를 말했으며, 아랍 전투기에 의해 4대만 손실되었다고 보고했다. 이집트와 소련군은 지대공 미사일 및 대공포 부대에 의해 약 20대의 이스라엘 공군기가 격추되었다고 말했다.

### 욤키푸르 전쟁(1973)

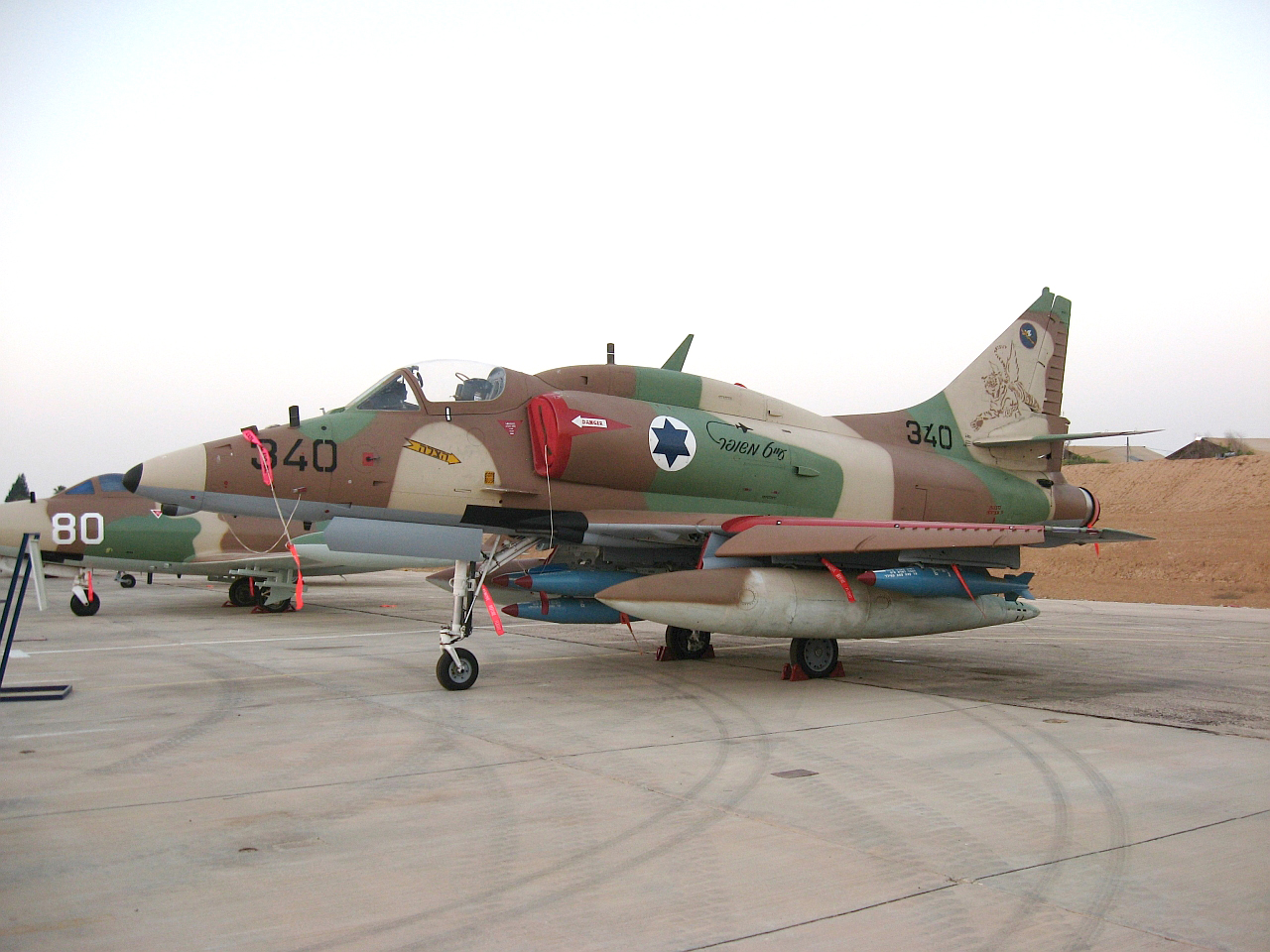
102 비행대 "플라잉 타이거" 소속 이스라엘 공군 A-4N 스카이호크

1973년 10월 6일, 전쟁이 임박하자 IAF는 이집트와 시리아 비행장 및 대공포 진지에 대한 선제 공격을 준비하기 시작했다. 이스라엘 정부는 선제 공격을 포기하기로 결정했다. 따라서 IAF 항공기들은 욤키푸르 전쟁 적대 행위가 14:00에 시작될 때 공대공 역할로 재무장하는 과정에 있었다. 다음 날 아침은 이집트 비행장에 대한 공격으로 시작되는 이집트 방공망에 대한 SEAD(적 방공망 제압) 공격인 '타가르 작전'으로 시작되었다. 골란고원의 심각한 상황이 명확해지자 타가르 작전은 신속하게 중단되었다.
IAF의 노력은 북쪽으로 재지정되었고, 그곳에서 '모델 5 작전'이 수행되었다. 구식 정보와 이동식 SAM 포대 및 대공포에 대한 전자 스크리닝 없이 비행한 6대의 IAF 팬텀이 손실되었다. 적 방공망을 격파하는 데 필요한 지속적인 작전은 이집트와 시리아의 진격에 직면하여 포기되었고 IAF는 SAM 위협 아래에서 작전해야 했다. 그럼에도 불구하고, 제공된 근접 항공 지원 덕분에 지상의 이스라엘군이 전세를 역전하고 결국 공세로 전환할 수 있었는데, 처음에는 북쪽에서 나중에는 남쪽에서였다.
10월 8일 시나이에서의 이스라엘의 반격 실패 이후, 남부 전선은 비교적 정체되었고 IAF는 시리아 전선에 집중했다. A-4 스카이호크는 지상군에 절실히 필요한 지원을 제공했으며, 전쟁 넷째 날 말까지 31대의 항공기를 손실했다. IAF 팬텀은 시리아 비행장을 반복적으로 공격했다. 시리아의 프로그-7이 이스라엘 북부의 군사 및 민간 목표물을 공격한 후, IAF는 시리아의 전쟁 능력을 좌우하는 인프라를 파괴하기 위한 작전을 시작했으며, 시리아의 석유 산업 및 발전 시스템과 같은 전략 목표물을 공격했다. 10월 13일까지 시리아군은 초기 전선을 넘어 후퇴했으며, 다마스쿠스는 이스라엘 포병의 사거리 내에 들어왔고, 이라크 원정군의 선봉인 이라크 기갑 여단은 파괴되었다.
10월 14일 이집트군은 전 전선에 걸쳐 공세를 시작했지만 IDF에 의해 격퇴되었다. 이스라엘은 이 성공을 발판으로 이집트 2군과 3군 사이의 이음매를 공격하여 수에즈 운하를 넘어 이집트로 진입했다. 이스라엘군은 북쪽과 남쪽으로 확산하여 이집트 후방 부대를 파괴하고 방공망에 구멍을 뚫었다. 이는 IAF에 이전에 거부되었던 작전의 자유를 허용했으며, 새로운 공격은 이집트 방공군의 붕괴로 이어졌다. 이는 전쟁을 해결하기 위한 외교 활동 증가와 이집트 공군의 활동 증가를 촉발했다. 약 10월 18일부터 전쟁이 끝날 때까지 이스라엘과 이집트 항공기 간에 집중적인 공중전이 벌어졌다.
욤키푸르 전쟁의 이스라엘 공군 공식 손실은 F-4 팬텀 32대, A-4 스카이호크 53대, 다소 미라주 11대, IAI 사아르 6대를 포함하여 102대였지만, 다른 기록에서는 128대까지 이스라엘 항공기가 손실되었다고 보고한다. 공군 인원 91명 중 53명은 공군 조종사였고, 사망했다. 전 전선에서 이스라엘은 5대에서 21대를 손실한 반면, 공대공 전투에서 172대의 이집트 항공기가 격추되었다. 아랍 측은 공식적인 숫자를 발표하지 않았지만, 이집트의 총 손실은 235대에서 242대 사이였다. 시리아는 135대에서 179대를 손실했다.

### 확장 (1973–1982)
전쟁 이후, 이스라엘의 군용기 대부분은 미국에서 조달되었다. 여기에는 F-4 팬텀 II, A-4 스카이호크, F-15 이글, F-16 파이팅 팰컨이 포함된다. 이스라엘 공군은 IAI 네셔와 나중에 더 발전된 IAI 크피르와 같은 국내 생산 기종을 운용해왔는데, 이들은 프랑스의 다소 미라주 5의 파생형이었다. 크피르는 이스라엘에서 라이선스 생산된 더 강력한 미국 엔진을 사용하도록 개조되었다. 1976년 7월 4일, 4대의 이스라엘 C-130 허큘리스 수송기가 구조 작전을 위해 은밀히 엔테베 공항으로 비행했다. 1978년 3월, 이스라엘 공군은 리타니 작전에 참가했다.
1981년 6월 7일, F-15A 제트기 6대의 엄호를 받은 8대의 IAF F-16A 전투기가 바빌론 작전을 수행하여 오시라크의 이라크 핵시설을 파괴했다. 이 공격에 참여한 조종사 중에는 훗날 이스라엘 최초의 우주비행사가 된 일란 라몬이 있었다.

### 1982년 레바논 전쟁과 그 여파

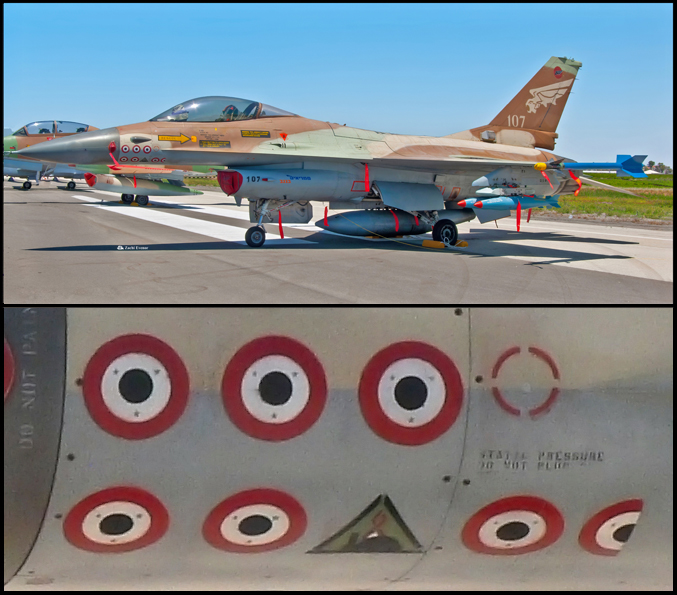
116 비행대 "남부의 수호자" 소속 F-16A 네츠 #107, 7.5개의 격추 마크, 바빌론 작전의 삼각형 기호 포함

1982년 레바논 전쟁 이전에 시리아는 소련의 도움을 받아 레바논의 베카 계곡에 중첩된 지대공 미사일 네트워크를 구축했다. 1982년 6월 9일, IAF는 몰 크리켓 19 작전(Operation_Mole_Cricket_19)를 수행하여 시리아 방공망을 무력화했다. 시리아 공군과의 후속 공중전에서 IAF는 단 한 대의 전투기도 공대공 전투에서 잃지 않고 86대의 시리아 항공기를 격추했다. IAF AH-1 코브라 공격 헬리콥터는 수십 대의 시리아 장갑 전투 차량과 기타 지상 목표물, 심지어 일부 T-72 주력전차까지 파괴했다.
전쟁의 공식적인 종결 이후 수십 년 동안(남부 레바논 분쟁 (1985년~2000년) 포함), IAF는 레바논 남부의 목표물, 즉 헤즈볼라 진지에 대한 공습을 정기적으로 수행해 왔다.
1985년 10월 1일, IAF는 튀니스 근처의 PLO 본부를 폭격하는 목재 다리 작전(Operation_Wooden_Leg)을 수행했다. 이는 IAF가 수행한 전투 임무 중 가장 긴 것으로, 2,300킬로미터를 비행했다.

### 1990년대 이후
1991년, IAF는 솔로몬 작전을 수행하여 에티오피아 유대인을 이스라엘로 데려왔다. 1993년과 1996년, IAF는 각각 책임 작전과 분노의 포도 작전에 참가했다.

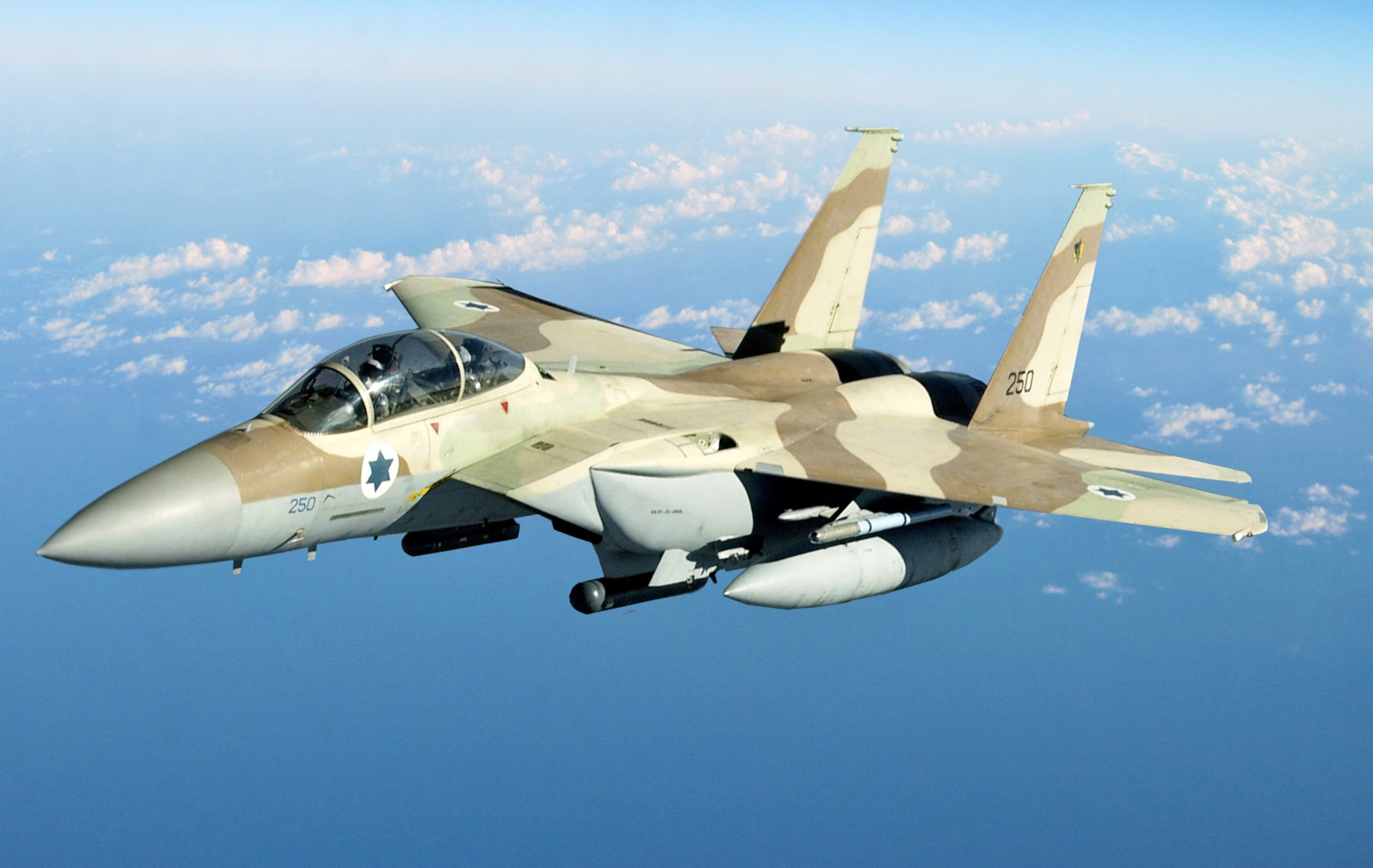
레드 플래그 04-3 훈련에 참가한 69 비행대 F-15I 라암

1990년대 후반, IAF는 IAF의 요구 사항에 따라 이스라엘을 위해 특별히 제조된 F-15I 라암(천둥)과 F-16I 수파를 획득하기 시작했다. 102대의 F-16I 수파 중 첫 번째 기종은 2004년 4월에 도착하여 미 공군 외 가장 큰 규모의 F-16 항공대에 합류했다. IAF는 또한 완전 구형 능력의 첨단 이스라엘 공대공 미사일 라파엘 파이톤 5와 AH-64DI 또는 사라프(사령관)로 지정된 아파치 롱보우의 특별 버전을 구입했다. 2005년 이스라엘 공군은 이스라엘 군사 산업이 제작한 첨단 정보 시스템을 탑재한 개조된 걸프스트림 V 제트기("나흐숀")를 인수했다. 2013년까지 이스라엘은 세계 최대의 드론 수출국이 되었다. 2016년 12월, 이스라엘은 미국으로부터 첫 F-35 라이트닝 II 2대를 인수했다.
헤즈볼라 지도자 아바스 알-무사위(Abbas_al-Musawi) 암살 3개월 후, IAF는 레바논 남부 전역에 걸쳐 6일 동안 5차례의 공습으로 공격을 개시했다. 일부 목표물은 바알베크만큼 북쪽에 있었다. 마지막 날인 1992년 5월 26일에는 40회 이상의 미사일 공격이 있었다. 이 공격으로 20명 이상의 민간인이 사망했다.
이스라엘 공군은 제2차 인티파다 기간 동안 IDF 작전에 광범위하게 참여했으며, 논란이 된 팔레스타인 테러 지도자들에 대한 표적 살해도 포함되었는데, 가장 주목할 만한 인물은 살라 샤카데(Salah_Shehade), 아메드 야신, 압둘 아지즈 란티시(Abdel_Aziz_al-Rantisi)였다. 이 정책은 특정 사례에서 발생한 부수적 피해로 인해 비판을 받았지만, 이스라엘은 테러와의 싸움에서 필수적이며 IAF 조종사들이 민간인 사상자를 피하기 위해 할 수 있는 모든 것을 다하고, 심지어 공격을 중단하기도 한다고 말한다. 2007년, 이스라엘은 팔레스타인 영토 내 무장세력에 대한 공습에서 민간인 사상자 비율이 1:30, 즉 전투원 사상자 30명당 민간인 사상자 1명이라는 비율을 달성했다. 앨런 더쇼비츠는 "역사상 그 어떤 군대도 유사한 환경에서 전투원 대비 민간인 살해 비율이 더 좋았던 적이 없다"고 언급했다.

### 2006년 레바논 전쟁

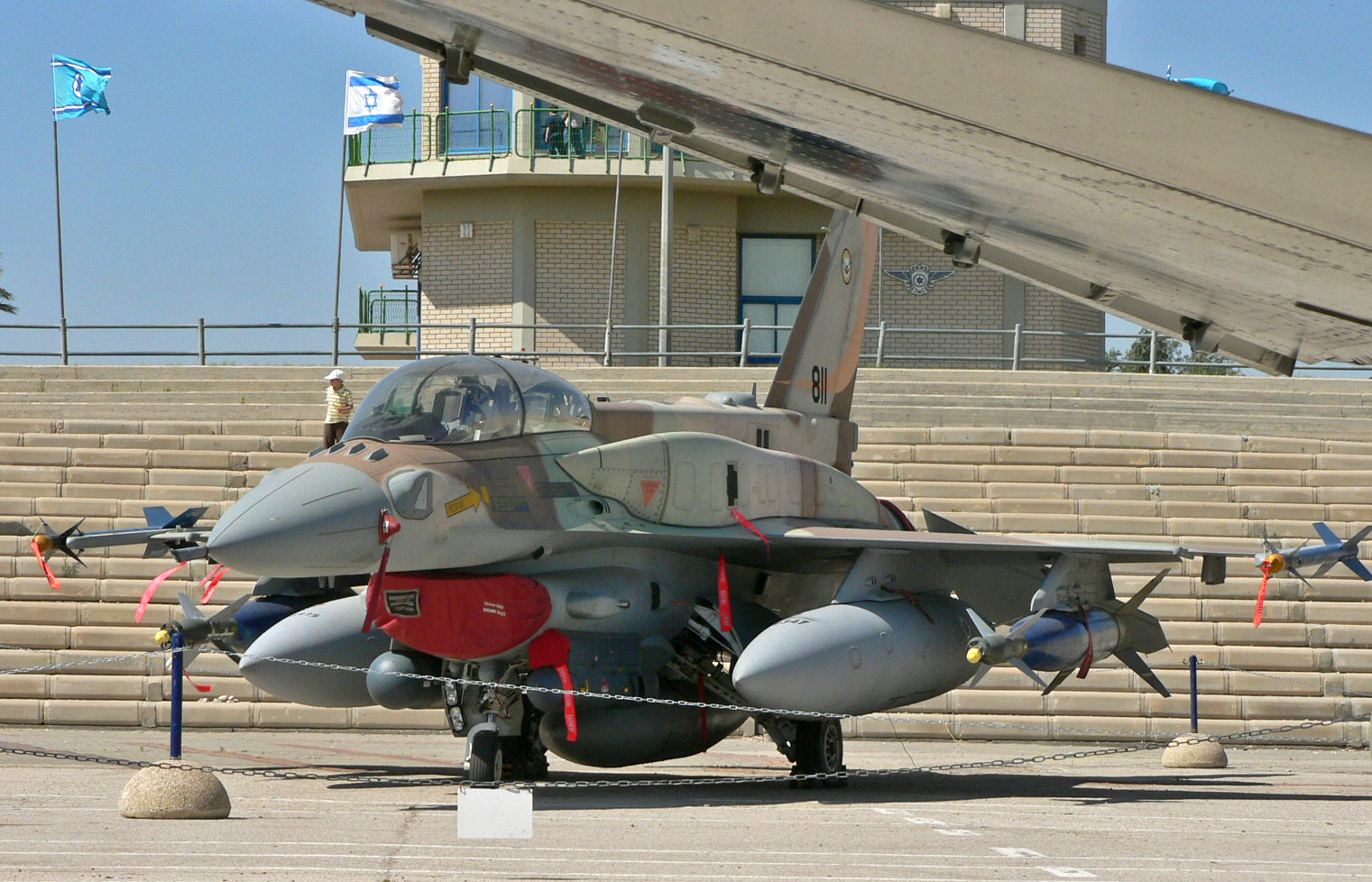
이스라엘 공군 F-16I 수파는 2차 레바논 전쟁 중 많은 공습을 수행했다.

IAF는 2006년 레바논 전쟁에서 결정적인 역할을 수행했다. IAF의 공격은 주로 레바논 남부에 집중되었지만, 예외는 아니었으며, 이스라엘 도시를 목표로 하는 헤즈볼라 민병대의 로켓 발사를 막는 것을 목표로 했다. IAF는 이 전쟁 동안 12,000회 이상의 전투 임무를 수행했다. 가장 주목할 만한 것은 전쟁 이틀째에 발생한 것으로, IAF가 34분 만에 이란에서 공급된 중장거리 미사일 발사대 59개를 파괴했다는 것이다.
7월 30일 IAF의 카나 공습(2006_Qana_airstrike)으로 카나 마을 근처의 무장세력 은신처로 의심되는 건물에 28명의 민간인이 사망하자 광범위한 비난이 뒤따랐다. 헤즈볼라는 전쟁 마지막 날 IAF CH-53 야수르 헬리콥터를 격추하여 승무원 5명을 살해했다. 이스라엘 항공기는 분쟁 중 이란에서 제작된 드론 3대를 격추했다.

### 2007년 오차드 작전
2007년 오차드 작전에서 이스라엘 공군은 시리아 핵무기 시설로 의심되는 곳을 공격했다. IAF는 전자전(EW) 시스템을 사용하여 시리아의 방공망을 무력화했으며, IAF 제트기들이 시리아 대부분을 가로지르며 목표물을 폭격하고 아무런 저항 없이 이스라엘로 돌아오는 동안 허위 상공 정보를 제공했다.

### 가자 지구 작전

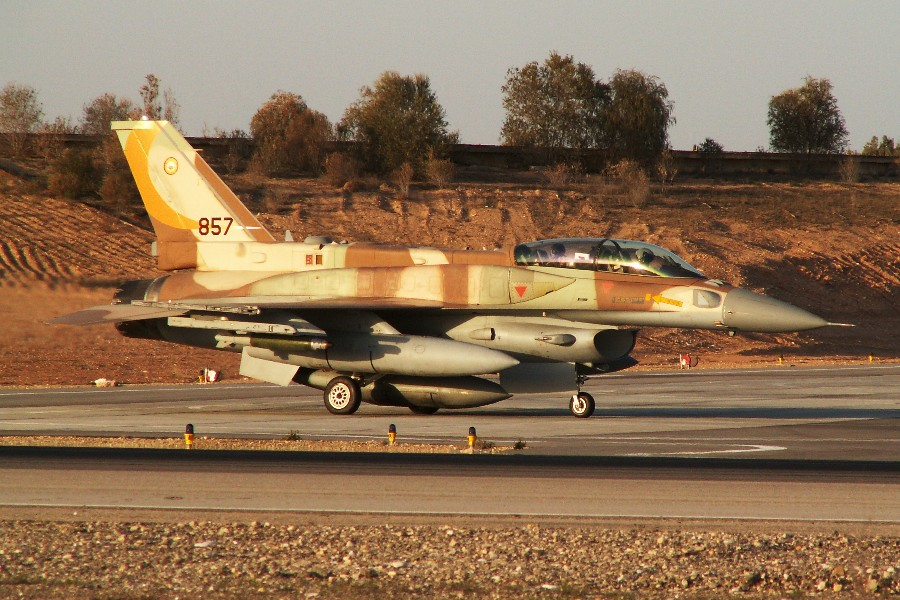
캐스트 리드 작전 (2008-2009) 중 하마스 목표물을 타격하기 위해 이륙 준비 중인 이스라엘 공군 F-16I 수파.

2007년 하마스의 가자 장악 이후, 이스라엘 공군은 이스라엘과 하마스가 장악한 가자 지구 사이의 반복적인 폭력 사태에 참여했다. 2008년 12월, IAF는 캐스트 리드 작전을 선도하며 2,360회 이상의 공습을 수행했다. 이는 하마스 목표물을 파괴하는 데 주요 역할을 했으며, 사이드 세얌, 니자르 라이안(Nizar_Rayan), 타우픽 자베르, 아부 자카리아 알-자말을 포함한 여러 고위 하마스 지휘관을 사살했다.
CBS 뉴스 보도에 따르면, 2009년 1월 이스라엘 비행기들이 수단에서 이집트로 향하는 트럭 행렬을 공격했으며, 이 트럭들은 가자 지구로 향하는 무기를 운반한 것으로 보였다. 17대의 트럭이 폭격되었고, 39명의 밀수꾼이 공격으로 사망했다. 2011년 4월 5일, 포트수단 국제공항에서 포트수단으로 운전하던 차량이 미사일에 의해 파괴되었다. 두 탑승자 모두 사망했으며, 그 중 한 명은 하마스 고위 군 지휘관이었을 수도 있다. 수단 외무장관은 이스라엘에 공격 책임을 돌렸다. 수단 신문들은 2011년 말 이스라엘 항공기가 다시 가자 지구로 향하는 무기 호송대를 공격했다고 보도했다. 2012년 10월 24일, 수단은 이스라엘이 하르툼 남부의 탄약 공장을 폭격했다고 주장했다.
이스라엘 공군은 지대공 미사일 및 대공포 부대도 운용한다. 1990년 이후 이들의 주요 역할은 이스라엘로 발사된 지대지 미사일 및 로켓 요격이었다. 2011년 IAF는 '아이언 돔' 대공 미사일 시스템 운용을 시작했으며, 1년 안에 가자 지구에서 이스라엘 도시로 발사된 로켓 93발을 성공적으로 요격하고 파괴했다.
2012년 11월, IAF는 방어의 기둥 작전에 참여했으며, 이스라엘 방위군 대변인에 따르면 이스라엘군은 로켓 발사대, 밀수 터널, 지휘 센터, 무기 제조 및 저장 시설을 포함하여 가자 지구의 1,500개 이상의 군사 목표물을 공격했다. 이 공격 중 다수는 공군에 의해 수행되었다.
2014년 7월 8일부터 8월 5일까지 IAF는 프로텍티브 에지 작전에 참여했으며, IDF 대변인에 따르면 이스라엘군은 가자 지구 전역에 걸쳐 로켓 발사 지점, 지휘 통제 센터, 군사 행정 시설, 무기 저장 및 제조 시설, 훈련 및 군사 기지를 포함한 4,762개의 테러 목표물을 공격했다.
2021년 5월, 이스라엘 포병과 공군은 가디언 오브 더 월스 작전 동안 가자 지구에 1,500번의 공습을 감행했다. 2023년 10월부터 이스라엘 공군은 이스라엘-하마스 전쟁에서 가자 폭격과 그에 따른 가자 지구 침공에서 지상군 지원을 통해 주된 역할을 수행했다.

### 시리아 내전

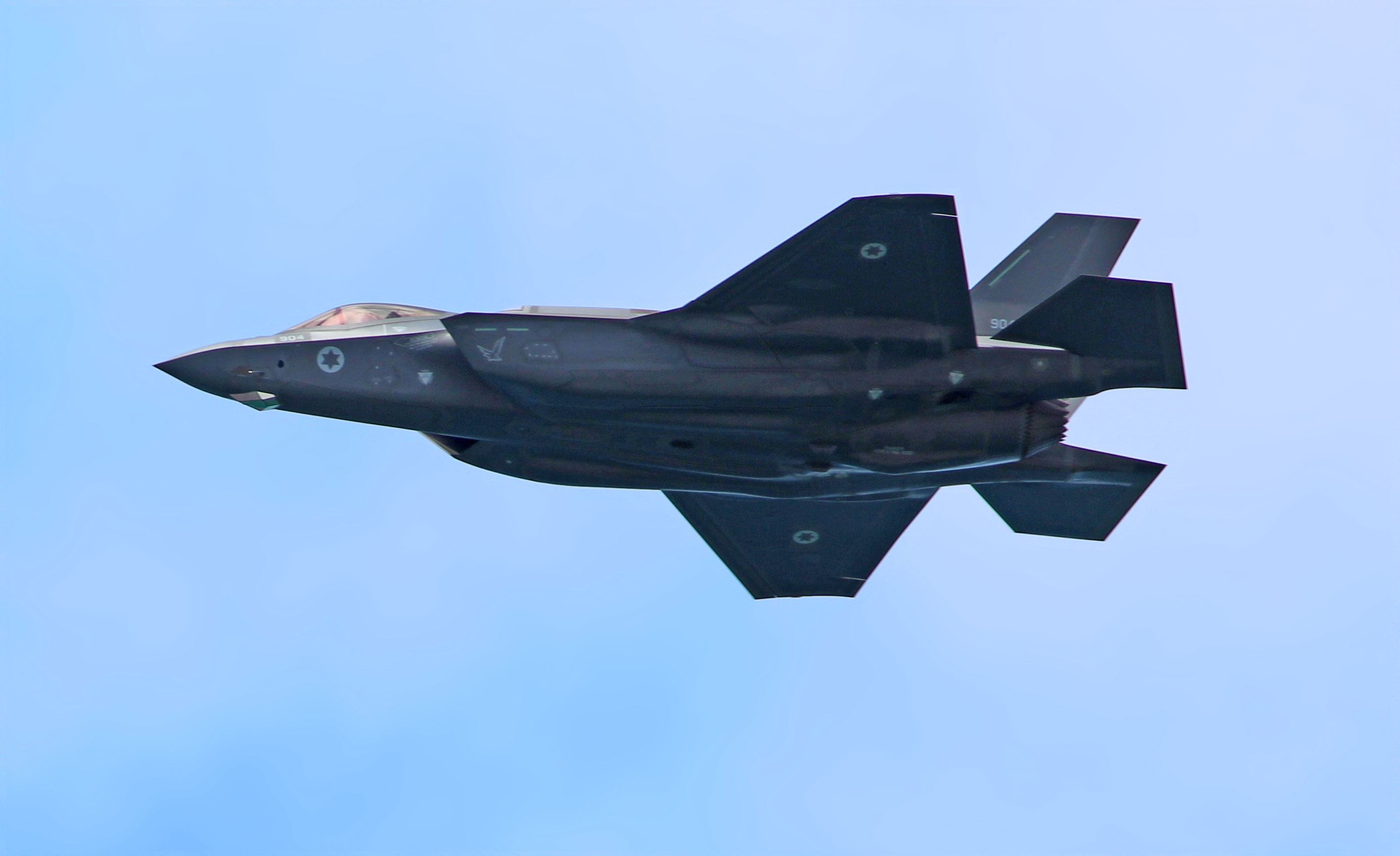
F-35I 아디르는 2018년 충돌에서 시리아의 이란 군사 시설을 목표로 첫 작전 공격을 기록했다. F-35I는 또한 F-35의 첫 작전 격추를 기록했는데, 2021년 이란 드론 2대를 요격했다.

이스라엘의 북쪽 이웃에서 격렬하게 벌어지는 시리아 내전에서는 IAF의 활동이 때때로 목격되었는데, 일부는 공개되었고, 일부는 인정되지 않았으며, 일부는 단순히 귀속되었다. 주목할 만한 행동은 다음과 같다:
- 2014년 9월 23일 시리아 공군 수호이 Su-24 격추: 이 항공기는 시리아 반군에 대한 지상 공격 임무 중 시리아-이스라엘 휴전선을 넘어섰다고 주장된 후, IAF MIM-104 패트리어트 방공 포대에 의해 격추되었다.[52]
- 시리아 내전 중 이스라엘-시리아 휴전선 사건: 2015년 8월 20일과 21일, 골란고원과 어퍼 갈릴리에 로켓 4발이 떨어진 후, 이스라엘은 시리아에 공습을 감행하여 여러 무장세력을 사살했다.[53]
- 2017년 3월 이스라엘의 시리아 공습: 2017년 3월 17일, 이스라엘 제트 전투기들이 시리아의 목표물을 공격했다. 여러 S-200 미사일이 제트기를 향해 발사되었고, 미사일 한 발은 애로우 2 미사일에 의해 격추되었다. 항공기는 손상되지 않았다.[54][55][56][57] 이 사건은 시리아 내전 중 시리아 영토에 대한 이스라엘의 첫 번째 명확하게 확인된 공격이었다.[58]
- 2018년 2월 10일, 이스라엘 AH-64는 이스라엘에 진입한 이란 드론을 격추했다. 4대의 이스라엘 F-16은 이스라엘 영공에 머물면서 시리아를 공격했는데, 이는 이란 드론 통제 시설을 공격하기 위한 것으로 보이며, 국경을 넘는 공습을 수행했다. F-16 한 대는 시리아 지대공 미사일에 격추되어 이스라엘 북부에 추락했는데, 이는 1982년 이후 처음으로 전투에서 격추된 이스라엘 제트기이다. 두 조종사 모두 이스라엘 영토에 무사히 탈출했다. 조종사들은 부상을 입었지만 약 일주일 후에 병원을 나섰다.[59] 이스라엘은 이후 시리아 방공망과 이란 목표물을 공격했다.[60][61]
- 2018년 5월 10일, 골란고원의 시리아 영토에 있는 이란 정예 부대가 이스라엘군 진지를 향해 약 20발의 로켓을 발사했지만 피해나 부상은 없었다.[62] 이스라엘은 시리아에 대한 로켓 발사로 대응했다.[63] 이스라엘 공군은 공격을 확인했다.[64] 외국인 18명을 포함하여 전투원 23명이 사망했다.[65] IAF 사령관 아미캄 노르킨은 이스라엘이 F-35 스텔스 전투기를 처음으로 사용했다고 밝혔다.[66]
- 2018년 9월 17일, 시리아 언론은 라타키아 상공에서 여러 차례 폭발음이 들렸다고 보도했는데, 이는 지중해에서 발사된 미사일을 요격한 것으로 추정된다. 이스라엘은 시리아 방공 시스템에 의해 러시아 정찰기가 격추된 후 라타키아 공격에 대한 책임을 인정했다.[67] SANA 통신은 이스라엘 공격으로 10명이 부상당했다고 말했다.[68] 시리아 인권 관측소는 시리아 군인 2명이 사망했으며,[69] 지난 한 달 동안 시리아에서 이스라엘의 공격으로 이란 군인 113명이 사망했다고 보고했다.[70]

### 2023년-2024년 가자 전쟁
2023년 10월에 시작된 이스라엘-하마스 전쟁에서 IAF는 가자 폭격과 뒤이은 가자 지구 침공에서 지상군 지원을 통해 주요 역할을 수행했다. 2025년 3월 18일, 2025년 3월 이스라엘의 가자 지구 공격에서는 힘과 검 작전을 수행했다.

## 구성
이스라엘 공군의 총사령관은 영어로 General이라고 표기하지만, 미국의 OF-9 계급인 General(4성 장군)이 아니라 OF-7 계급인 Major General(2성 장군)이다. 영어로 Chief General(총사령관)으로 표기하는 OF-8 계급인 3성 장군은 이스라엘 방위군 총사령관이다.
| 전투 서열 |
| --------- |
|           |

### 행정 조직
- 참모총장 그룹
- 고정익 그룹
- 헬리콥터 그룹
- 정보 그룹
- 장비 그룹
- 인사 그룹
- 군의관 총책임자
- 부대 통제 그룹
- 공군 특수부대 그룹
  - 샬다그 부대 – 공군 특수 작전 부대
  - 669 부대 – 항공 의료 수송 추출 부대
  - 5700 부대 - 비행장 건설 및 조직 부대
- 방공 사령부
  - 북부 방공 연대
  - 중부 방공 연대
  - 남부 방공 연대 (방공 학교 포함)

### 작전 조직
- 라맛 다비드 공군기지 (1 비행단)
  - 101 "퍼스트 파이터" 비행대
  - 105 "전갈" 비행대
  - 109 "계곡" 비행대
  - 157 "계곡의 비행대" 비행대
  - 160 "그림자 사냥꾼" 비행대
  - 193 "서부의 수호자" 비행대
- 스도트 미차 공군기지 (2 비행단)
  - 150 비행대
  - 199 비행대
  - 248 비행대
- 하초르 공군기지 (4 비행단)
  - 100 "플라잉 카멜" 비행대
  - 144 "불사조" 비행대
  - 200 "첫 UAV" 비행대
- 하체림 공군기지 (6 공군기지)
  - 69 "해머" 비행대
  - 102 "플라잉 타이거" 비행대
  - IAF 곡예 비행팀

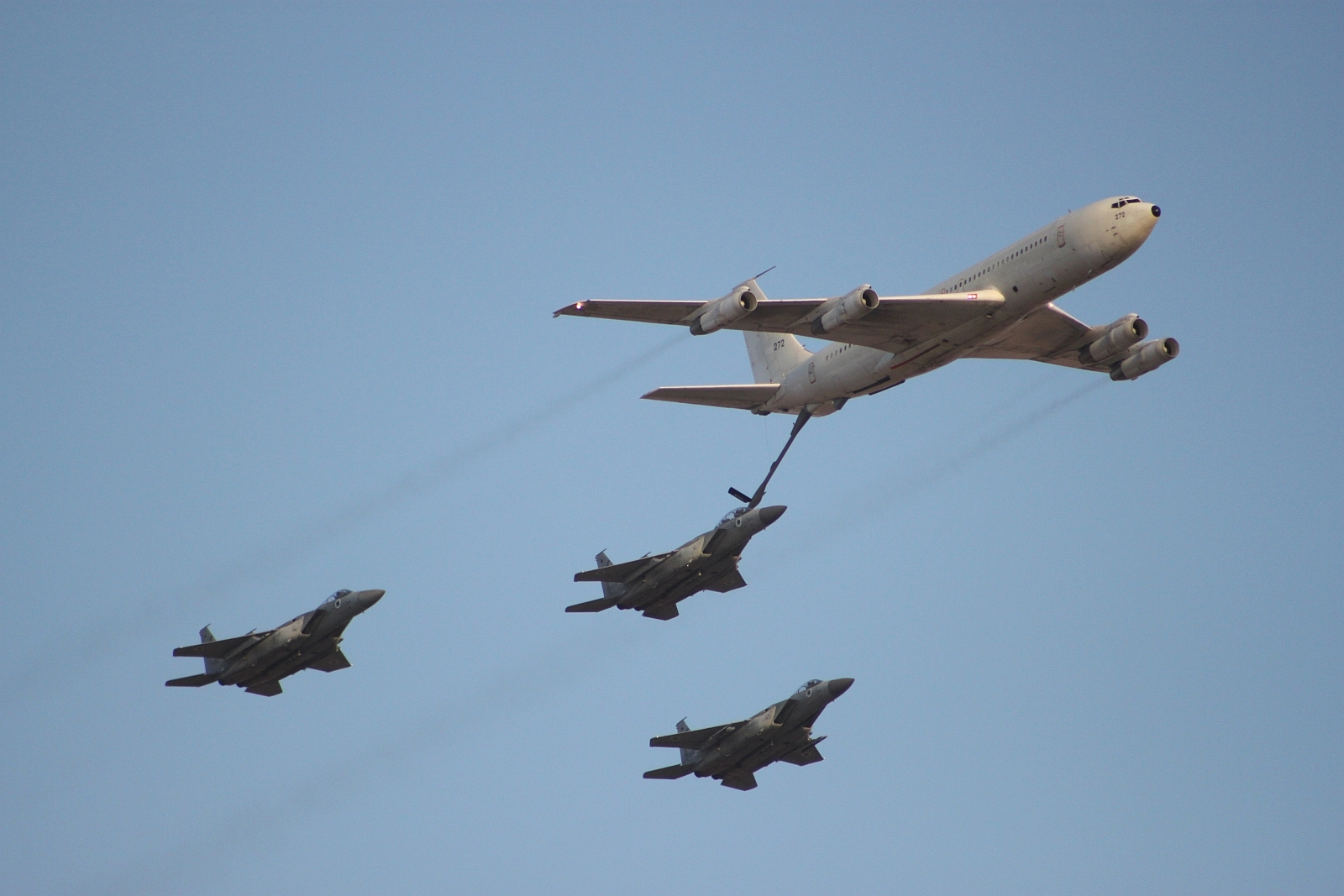
F-15에 공중 급유 중인 IAF 보잉 707

  - 107 "오렌지 꼬리 기사단" 비행대
  - 공군 보병 학교
- 텔 노프 공군기지 (8 공군기지)
  - 106 "창끝" 비행대
  - 118 "나이트 라이더" 비행대
  - 133 "트윈 테일 기사단" 비행대
  - 210 "화이트 이글" 비행대[71]
  - 601 비행대 (비행 시험 센터)
  - 555 비행대 "스카이 크로우" (전자전 부대)[72]
- 오브다 공군기지 (10 공군기지)IAF에서 운용 중인 M-346 '라비'.
  - 항공 전문 학교
  - 공군 장교 학교
- 하이파 공군기지 (21 공군기지)
  - 기술 전문 학교
  - IAF 기술 대학
- 라몬 공군기지 (25 비행단)
  - 113 "호넷" 비행대
  - 119 "박쥐" 비행대
  - 190 "매직 터치" 비행대
  - 201 "더 원" 비행대
  - 253 "네게브" 비행대
- 네바팀 공군기지 (28 공군기지)
  - 103 "코끼리" 비행대
  - 116 "남부의 사자" 비행대
  - 117 "퍼스트 제트" 비행대

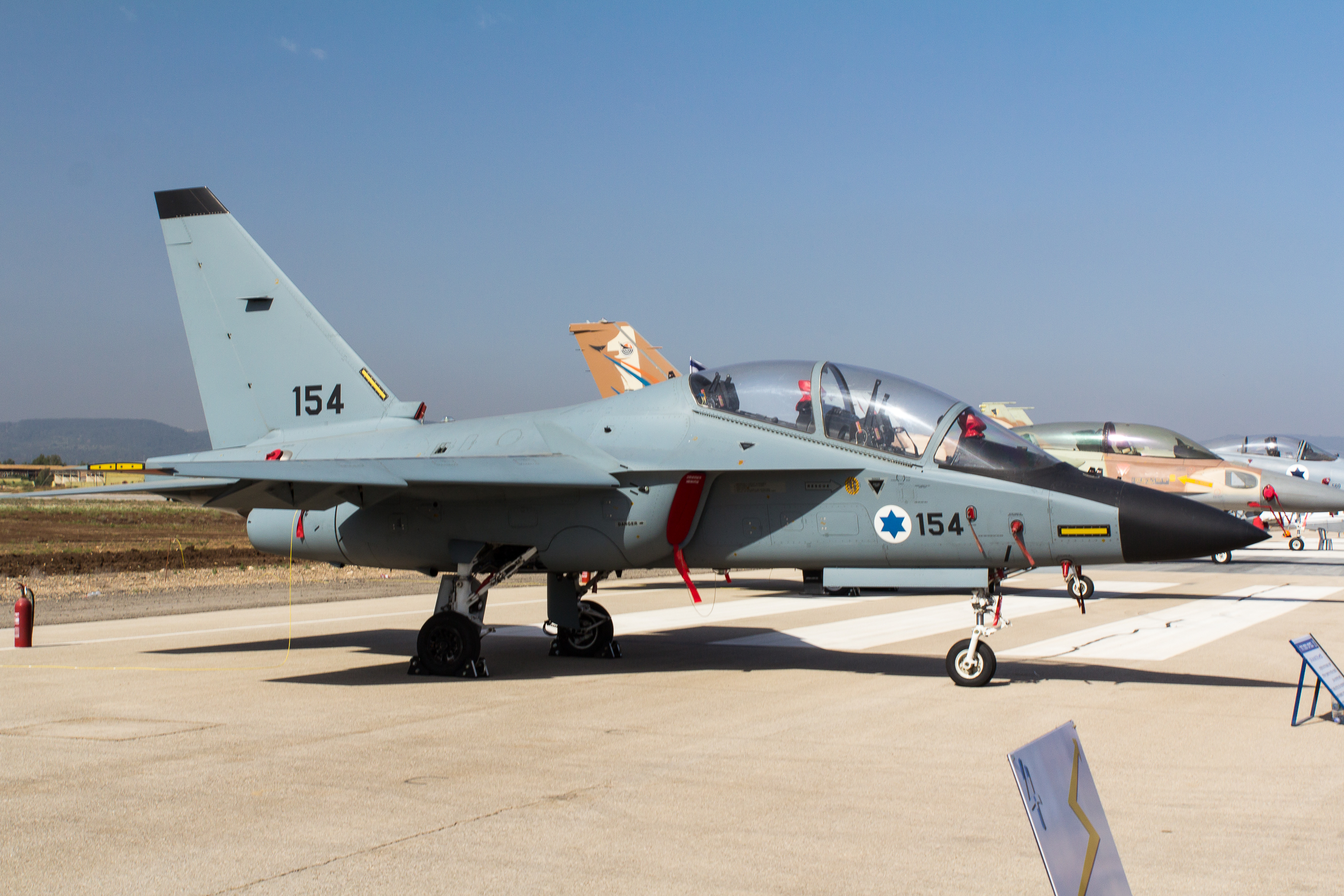
IAF에서 운용 중인 M-346 '라비'.

  - 120 "사막 거인" 비행대비행 중인 IAF 헤론 UAV
  - 122 "나흐숀" 비행대
  - 131 "노란 새의 기사단" 비행대
  - 140 "골든 이글" 비행대
- 팔마힘 공군 기지 (30 공군기지)
  - 123 "사막의 새" 비행대
  - 124 "롤링 소드" 비행대
  - 147 "고링 램" 비행대

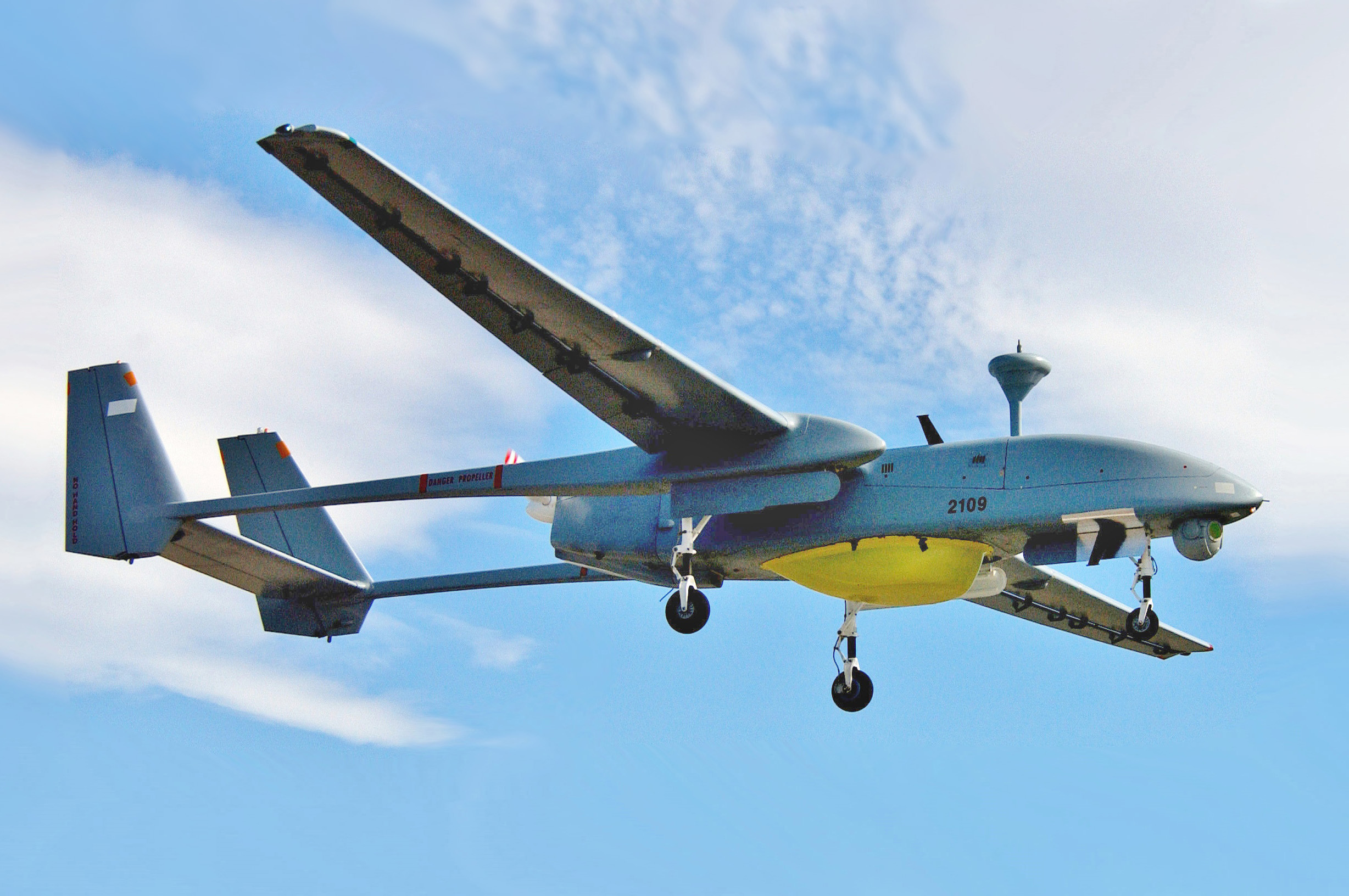
비행 중인 IAF 헤론 UAV

  - 151 비행대 (미사일 시험 비행대)
  - 161 "검은 뱀" 비행대
  - 166 "스파크" 비행대

## 항공기

### 현재 보유 항공기
| 항공기                   | 출처            | 종류             | 변형           | 운용 중 | 비고                                |
| 전투기                   | 전투기          | 전투기           | 전투기         | 전투기  | 전투기                              |
| ------------------------ | --------------- | ---------------- | -------------- | ------- | ----------------------------------- |
| F-15 이글                | 미국            | 다목적           | F-15A/C        | 66      |                                     |
| F-15E 스트라이크 이글    | 미국            | 다목적           | F-15I          | 66      |                                     |
| F-15EX 이글 II           | 미국            | 다목적           | F-15IA         |         | 25대 주문                           |
| F-16 파이팅 팰컨         | 미국            | 다목적           | F-16C/I        | 174     |                                     |
| F-35 라이트닝 II         | 미국            | 스텔스 다목적    | F-35I          | 45      | 30대 주문                           |
| AEW&C                    |                 |                  |                |         |                                     |
| 보잉 707                 | 미국 / 이스라엘 | AEW&C            | EL/M-2075 팔콘 | 2       | AESA 레이더 개조                    |
| 걸프스트림 G550          | 미국            | AEW&C            | CAEW           | 2       | IAI EL/W-2085 레이더 장착. 1대 주문 |
| 정찰                     |                 |                  |                |         |                                     |
| 슈퍼 킹 에어             | 미국            | SIGINT / ELINT   | B200           | 13      |                                     |
| 걸프스트림 G550          | 미국            | SIGINT / 감시    | SEMA           | 4       | 정찰용 1대                          |
| 급유기                   |                 |                  |                |         |                                     |
| 보잉 707                 | 미국            | 공중 급유        |                | 7       |                                     |
| KC-46 페가수스           | 미국            | 공중 급유 / 수송 |                |         | 8대 주문                            |
| KC-130 허큘리스          | 미국            | 공중 급유 / 수송 | KC-130H        | 7       |                                     |
| 수송                     |                 |                  |                |         |                                     |
| 슈퍼 킹 에어             | 미국            | 다용도 / 수송    | B200           | 5       | 두 대는 다중 엔진 훈련에 사용       |
| C-130 허큘리스           | 미국            | 수송 / SAR       | C-130E/H       | 1       |                                     |
| C-130J 슈퍼 허큘리스     | 미국            | 전술 공수        | C-130J-30      | 7       |                                     |
| 헬리콥터                 |                 |                  |                |         |                                     |
| AH-64 아파치             | 미국            | 공격             | AH-64A/D       | 48      |                                     |
| 시코르스키 UH-60         | 미국            | 다용도           | UH-60A/L       | 49      | 2024년 1대 가자 남부에서 추락       |
| 시코르스키 CH-53         | 미국            | 중량 수송        | S-65C-3        | 22      | 12대 주문                           |
| 유로콥터 AS565           | 프랑스          | SAR              |                | 4       | 이스라엘 해군 운용                  |
| 훈련기                   |                 |                  |                |         |                                     |
| M-346 라비               | 이탈리아        | 고급 훈련기      |                | 30      |                                     |
| F-15 이글                | 미국            | 전환 훈련기      | F-15 B/D       | 21      |                                     |
| F-16 파이팅 팰컨         | 미국            | 전환 훈련기      | F-16D          | 49      |                                     |
| 벨 OH-58                 | 이탈리아        | 회전익기 훈련기  |                | 18      |                                     |
| T-6 텍산 II              | 미국            | 중급 훈련기      | T-6A           | 20      |                                     |
| 그롭 G 120               | 독일            | 기본 훈련기      | G 120A         | 16      |                                     |
| 아구스타웨스트랜드 AW119 | 이탈리아        | 회전익기 훈련기  | AW119Kx        | 1       | 12대 주문                           |
| UAV                      |                 |                  |                |         |                                     |
| IAI 이단                 | 이스라엘        | 감시             | 헤론-TP        |         | MALE                                |
| IAI 헤론                 | 이스라엘        | 감시             | 헤론-1         |         | MALE                                |
| 헤르메스 900             | 이스라엘        | 감시             |                |         | MALE                                |
| 헤르메스 450             | 이스라엘        | 감시             |                |         | 전술                                |
| 오비터 4                 | 이스라엘        | 감시             |                |         | 전술                                |

- 비행 중인 F-16I "수파"
- 이스라엘 AH-64D "사라프"
- 이스라엘에서의 F-35I "아디르" 첫 비행
- 이스라엘 UH-60 얀수프
- 이륙 중인 F-15I "라암"
- 이스라엘의 68주년 독립기념일 당시 C-130J 심손

### F-22 도입
2011년 F-22를 구매하려고 시도했으나, 2007년 F-22 구매를 시도했던 일본처럼 미 의회의 수출 금지 조치 때문에 시도가 좌절됐다. 그러나 2020년, 미 트럼프 행정부는 F-22 이스라엘 수출을 허용한다. F-22는 2020년 시점으로도 세계 1위 성능을 가진 전투기이며, 한 세대 낮은 F-15 전투기를 상대로 144:0의 공중전 승리 전적을 세운 압도적인 제공 능력을 가진 전투기이다. 따라서 미 의회에서 전략 무기로 취급하여 수출 금지를 했었고, F-22를 100여대 구매하려 했던 일본도 구매하질 못 했다.

## 조종사 선발 및 훈련

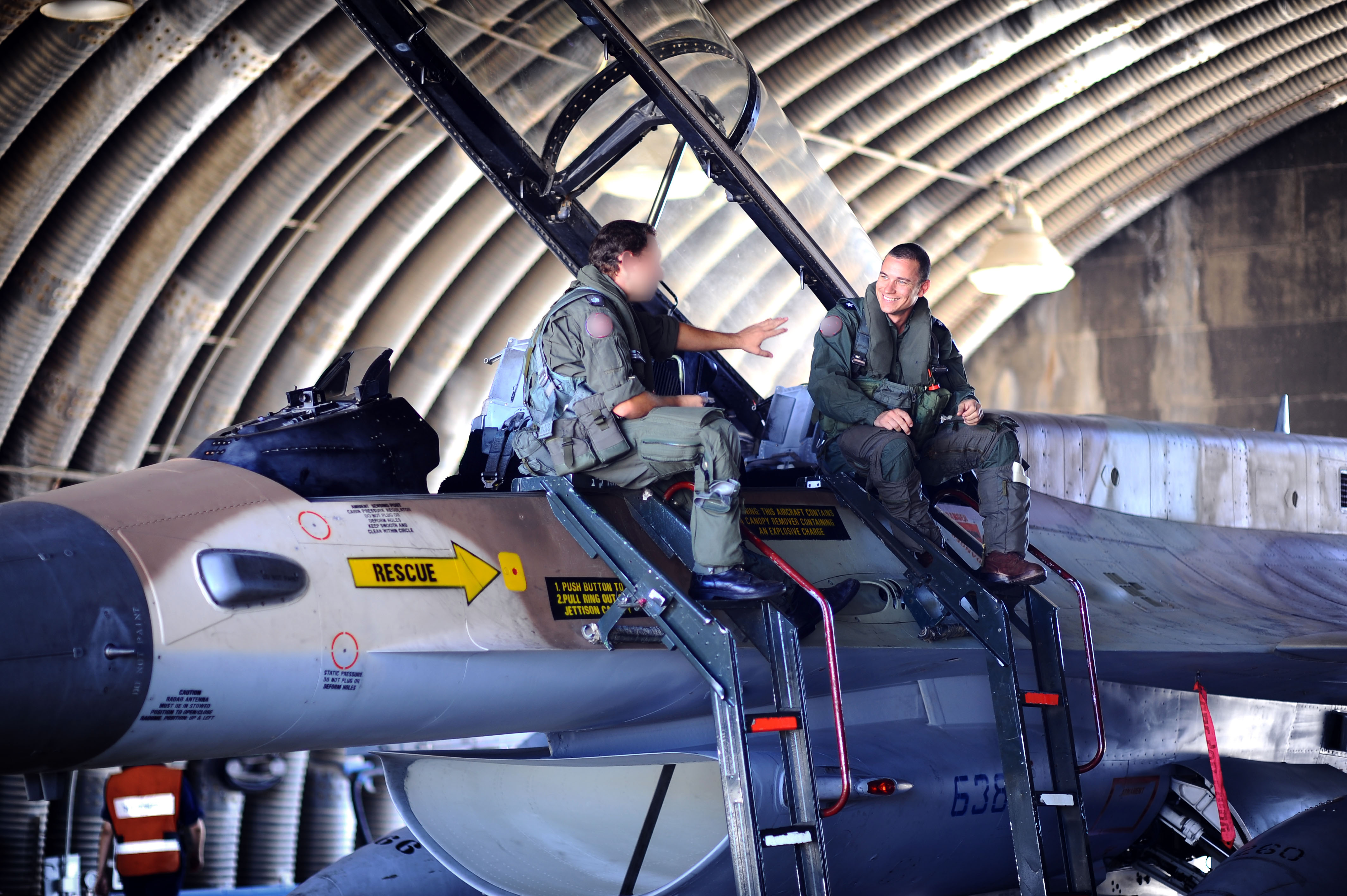
F-16D 바락에 앉아 있는 IAF 조종사

39명의 이스라엘 조종사가 최소 5대의 적 항공기를 격추하여 에이스 지위를 인정받았다. 이들 중 10명은 최소 8대의 제트기를 격추했다. 최고 등급의 이스라엘 에이스는 기오라 엡슈타인 대령으로, 17대의 적기를 격추했다. 엡슈타인은 제트기 격추 세계 기록과 6.25 전쟁 이후 모든 종류의 항공기 격추 최고 기록을 보유하고 있다.
이스라엘 방위군은 1995년까지 여성에게 조종사가 될 기회를 주지 않았다. 1995년, 민간 조종사이자 항공 엔지니어인 앨리스 밀러는 성별을 이유로 거부당한 후 이스라엘 공군 조종사 훈련 시험을 치를 수 있도록 이스라엘 대법원에 성공적으로 청원했다. 법원은 1996년 IAF가 자격을 갖춘 여성을 조종사 훈련에서 배제할 수 없다고 판결했다. 밀러는 시험에 합격하지 못했지만, 이 판결은 여성에게 새로운 IDF 역할의 문을 여는 전환점이 되었다. 금지령이 해제된 후, 첫 여성 졸업생은 1998년 F-16 항법사 "샤리"였으며, 3년 후에는 IAF 역사상 첫 여성 제트 전투기 조종사인 로니 주커만이 뒤를 이었다.

### 계급
IAF 계급은 다른 이스라엘 방위군 계급과 동일하다. 계급 표식은 짙은 파란색 배경에 은색을 사용하는 것을 제외하고는 동일하다. 공군의 최고 계급 현역 장교는 공군 사령관이며, 그는 IDF 참모총장에게 직접 보고하는 사령관(알루프) 직위이다.

## 같이 보기
- 이스라엘의 핵무기 개발
- 탈피오트

### 참고문헌
- Aloni, Shlomo (2001a년 7~8월). “전투 훈련기: 6일 전쟁의 용기와 희생”. 《에어 엔수지애스트》. 94호. 42–55쪽. ISSN 0143-5450.
- ——— (2001b). 《아랍-이스라엘 공중전》. 전투기. 영국: 오스프리. ISBN 978-1-84176-294-4.
- ——— (2004a). 《이스라엘 미라주와 네셔 에이스》. 영국: 오스프리. ISBN 1-84176-783-2.
- ——— (2004b). 《이스라엘 팬텀 II 에이스》. 영국: 오스프리. ISBN 1-84176-653-4.
- ——— (2009). 《전투에서의 이스라엘 A-4 스카이호크 부대》. 전투기. 영국: 오스프리. ISBN 978-1-84603-430-5. 2012년 2월 25일에 원본 문서에서 보존된 문서.
- ———; Avidror, Zvi (2010). 《망치 – 이스라엘의 장거리 중폭격기 부대: 69 비행대의 이야기》. 애틀겐, 펜실베이니아: 쉬퍼 출판사. ISBN 978-0-7643-3655-3.
- Dunstan, Simon (2003). 《욤키푸르 전쟁 1973 (1): 골란고원》. 캠페인 118. 오스프리 출판사. ISBN 978-1-84176-220-3.
- Franken, Johan; Van Der Avoort, Frank (2012년 10월). 《파란 별 방어자》. 《에어 포스 먼슬리》. 72–83쪽.
- Gordon, Shmuel (2008). 《10월의 30시간》 (히브리어). 마아리브 북 길드.
- Nordeen, Lon (1990). 《이스라엘 상공의 전투기》. 뉴욕: 오리온 북스. ISBN 0-517-56603-6.
- Norton, William 'Bill' (2004). 《전쟁의 변두리 – 1947년 이후 이스라엘 공군과 그 항공기의 역사》. 미들랜드 출판. ISBN 1-85780-088-5.

## 추가 문헌
- 아미르, 아모스. 준장. 하늘의 불: 이스라엘 방공 비행. 펜 앤 소드 에비에이션 (2005). ISBN 1-84415-156-5
- 알로니, 슐로모. "목재 경이의 마지막: 이스라엘 서비스의 DH 모스키토". 에어 엔수지애스트, 83호, 1999년 9월~10월, 30~51쪽. ISSN 0143-5450
- 컬, 브라이언 및 알로니, 슐로모, 니콜, 데이비드와 함께. 이스라엘 상공의 스핏파이어. 그럽 스트리트 (1994). ISBN 0-948817-74-7
- 컬, 브라이언 및 알로니, 슐로모, 니콜, 데이비드와 함께. 수에즈 상공의 날개. 그럽 스트리트 (1996). ISBN 1-898697-48-5
- 롬, 기오라. 소장. 고독: 에이스 전투기 조종사의 추락, 포로 생활 및 복귀. 블랙 아이리쉬 (2014). ISBN 978-1-936891-28-3
- 스펙터, 이프타흐. 준장. 크고 명확하게: 이스라엘 전투기 조종사의 회고록. 제니스 프레스 (2009). ISBN 978-07603-3630-4